# Systropha popovi
Systropha popovi is een vliesvleugelig insect uit de familie Halictidae. De wetenschappelijke naam van de soort is voor het eerst geldig gepubliceerd in 1967 door Ponomareva.